# Холидей (Флорида)
Холидей (англ. Holiday) — статистически обособленная местность, расположенная в округе Паско (штат Флорида, США) с населением в 22 403 человека по статистическим данным переписи 2010 года.

## География
По данным Бюро переписи населения США статистически обособленная местность Холидей имеет общую площадь в 14,76 квадратных километров, из которых 13,99 кв. километров занимает земля и 0,78 кв. километров — вода. Площадь водных ресурсов округа составляет 5,28 % от всей его площади.
Статистически обособленная местность Холидей расположена на высоте 5 м над уровнем моря.

## Демография
| Год переписи        | Нас.  |  | %±    |
| ------------------- | ----- |  | ----- |
| 1980                | 18392 |  | —     |
| 1990                | 19360 |  | 5,3%  |
| 2000                | 21904 |  | 13,1% |
| 1980–2000 Источник: |       |  |       |

По данным переписи населения 2000 года в Холидеe проживало 21 904 человека, 6298 семей, насчитывалось 10 428 домашних хозяйств и 12 788 жилых домов. Средняя плотность населения составляла около 1484,01 человека на один квадратный километр. Расовый состав населённого пункта распределился следующим образом: 95,13 % белых, 1,41 % — чёрных или афроамериканцев, 0,27 % — коренных американцев, 0,90 % — азиатов, 0,05 % — выходцев с тихоокеанских островов, 1,37 % — представителей смешанных рас, 0,85 % — других народностей. Испаноговорящие составили 4,03 % от всех жителей статистически обособленной местности.
Из 10428 домашних хозяйств в 19,0 % воспитывали детей в возрасте до 18 лет, 47,0 % представляли собой совместно проживающие супружеские пары, в 9,4 % семей женщины проживали без мужей, 39,6 % не имели семей. 32,8 % от общего числа семей на момент переписи жили самостоятельно, при этом 20,4 % составили одинокие пожилые люди в возрасте 65 лет и старше. Средний размер домашнего хозяйства составил 2,10 человек, а средний размер семьи — 2,61 человек.
Население статистически обособленной местности по возрастному диапазону по данным переписи 2000 года распределилось следующим образом: — жители младше 18 лет, 5,2 % — между 18 и 24 годами, 23,6 % — от 25 до 44 лет, 21,3 % — от 45 до 64 лет и 32,6 % — в возрасте 65 лет и старше. Средний возраст жителей составил 48 лет. На каждые 100 женщин в Холидеe приходилось 89,3 мужчин, при этом на каждые сто женщин 18 лет и старше приходилось 85,9 мужчин также старше 18 лет.
Средний доход на одно домашнее хозяйство статистически обособленной местности составил 28 028 долларов США, а средний доход на одну семью — 34 756 долларов. При этом мужчины имели средний доход в 26 745 долларов США в год против 21 848 долларов среднегодового дохода у женщин. Доход на душу населения статистически обособленной местности составил 28 028 долларов в год. 8,1 % от всего числа семей в населённом пункте и 11,4 % от всей численности населения находилось на момент переписи населения за чертой бедности, при этом 18,0 % из них были моложе 18 лет и 8,3 % — в возрасте 65 лет и старше.